# 라즈디야이구

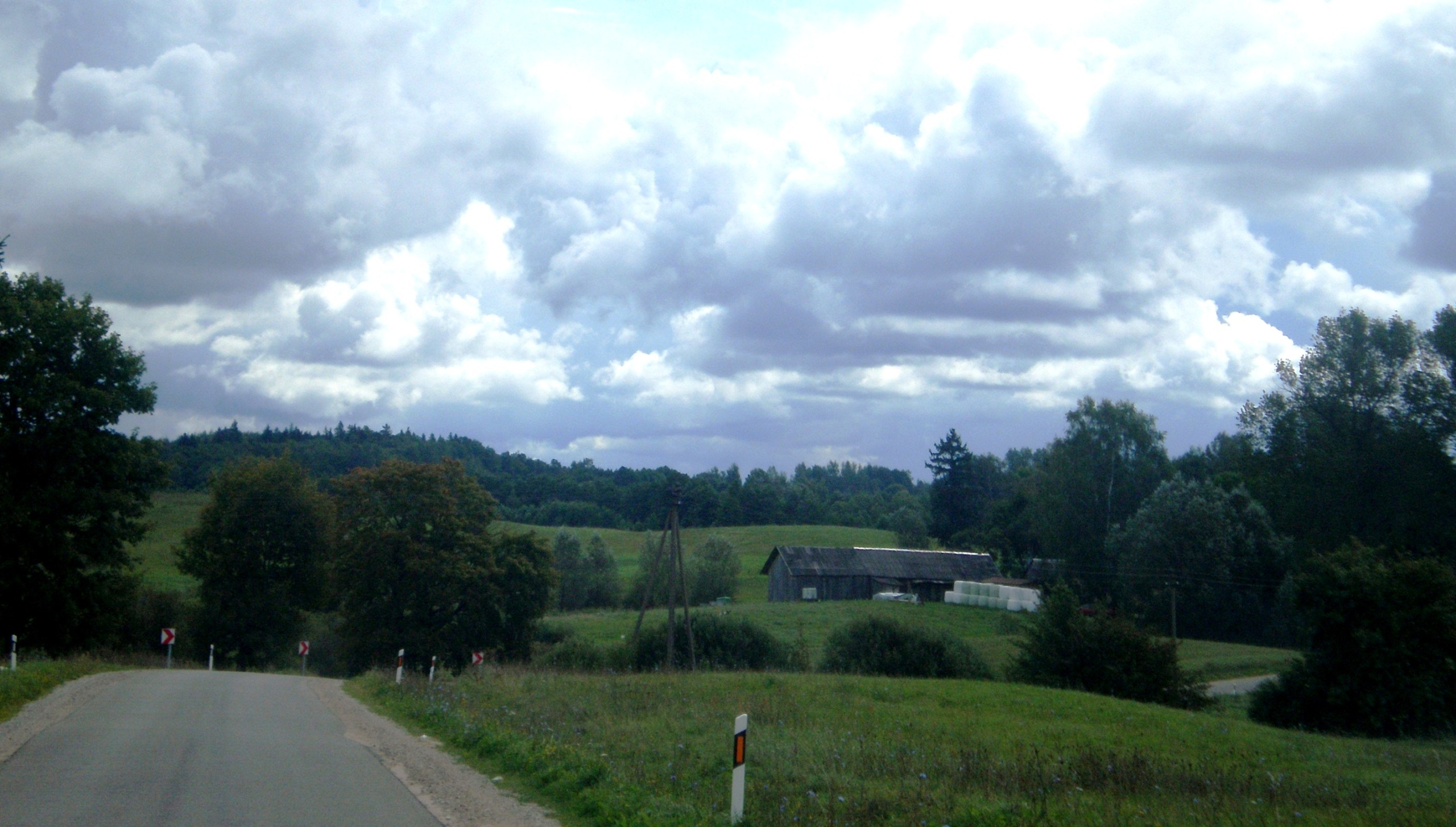
라즈디야이구 아쿠오차이 마을

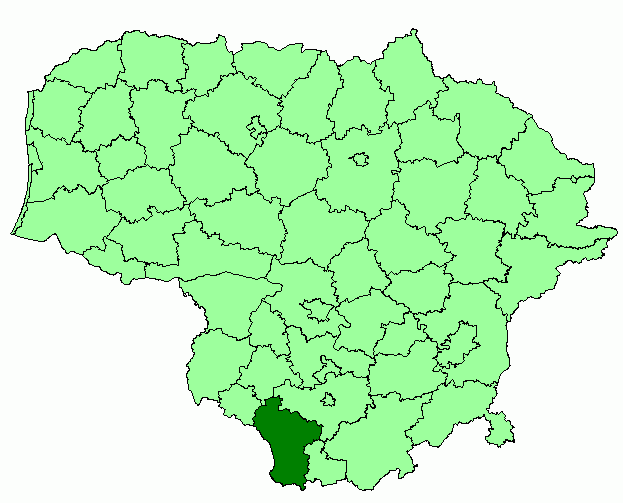
라즈디야이구의 위치

라즈디야이구(리투아니아어: Lazdijų rajono savivaldybė)는 리투아니아 알리투스주를 구성하는 5개 지방 자치체 가운데 하나로 행정 중심지는 라즈디야이이며 면적은 1,306km2, 인구는 20,813명(2015년 기준), 인구 밀도는 15.9명/km2이다. 14개 장로구를 관할한다. 알리투스주 드루스키닝카이시, 알리투스구, 마리얌폴레주 마리얌폴레시, 칼바리야시와 접하며 남서쪽으로는 폴란드, 남쪽으로는 벨라루스와 국경을 접한다.

지방 자치체 문장